# 南山A21
南山A21，又名綠環塔，是一棟在台北市信義區興建中的摩天大樓，前身為台北世貿三館，2020年3月由南山人壽標下，樓高43層，232.7公尺，於2024年4月18日動工，預計2028年完工，完工將作為商辦及餐飲業使用

## 發展歷史
A21土地原為台北世貿三館所在地，最早由國貿局委託外貿協會營運至2019年底；租約到期後，國有財產署決定釋出此土地，並於2020年3月由南山人壽以312億新台幣得標。
原先規劃興建地上35層、地下3層、高度202公尺的複合式商辦大樓，並以水晶造型發想，整體設計成下寬上窄的楔形大樓。但大樓量體過大，從市府廣場望過去會將台北101完全遮蔽，會影響未來台北101跨年煙火的觀賞視線。有委員指出此大樓的設計感覺像是一把斧頭要砍倒竹子造型的台北101，認為該設計風格有衝突性，並未顧及文化面與精神面，且大樓的玻璃帷幕設計恐怕會有嚴重的反射光害問題，都審及環評因此而卡關。
後續針對所提意見修正設計並續審環評，建築造型改為圓柱狀，並採用低反射率的帷幕玻璃，可將可見光反射率控制於13%，避免對週遭的行人或車輛駕駛造成眩光影響。
2023年5月30環評修正完成，最終於6月14日都審核定，並在2024年4月18日舉行動土典禮。

## 建築設計
綠環塔造型呈現圓柱形，中間斷開一圈露天空間，外牆以玻璃帷幕覆蓋，底部由不鏽鋼板製成，旁邊還有一棟附屬商業棟「綠映丘」